# فیلیپ آلبر
فیلیپ آلبر (به فرانسوی: Philippe Albert) بازیکن فوتبال اهل بلژیک و عضو تیم ملی فوتبال بلژیک است که در تاریخ ۱۹ آوریل ۱۹۸۷ میلادی اولین بازی ملی‌اش را مقابل تیم ملی فوتبال ایرلند انجام داد. او در ۴۱ بازی ملی حضور داشت و جمعاً ۳۳۷۵ دقیقه برای تیم ملی فوتبال بلژیک به میدان رفت. فیلیپ آلبر آخرین بازی ملی خود را در تاریخ ۶ سپتامبر ۱۹۹۷ میلادی در برابر تیم ملی فوتبال هلند انجام داد. وی در بازی‌های ملی‌اش ۵ گل به ثمر رساند.